# Galtara oberthueri
Galtara oberthueri är en fjärilsart som beskrevs av Rothschild 1910. Galtara oberthueri ingår i släktet Galtara och familjen björnspinnare. Inga underarter finns listade i Catalogue of Life.